# 1854 Skvortsov
Az 1854 Skvortsov (ideiglenes jelöléssel 1968 UE1) a Naprendszer kisbolygóövében található aszteroida. Tamara Mikhaylovna Smirnova fedezte fel 1968. október 22-én.